# Serpientes y escaleras (historieta)

Serpientes y escaleras fue una performance creada por el escritor Alan Moore, que se presentó en Conway Hall, en Red Lion Square. La obra corrió a cargo de la compañía El gran teatro de las Maravillas, con Tim Perkins (música e interpretación), Andrea Svajcsik (tragafuegos e interpretación), Paula van Vijngaarden (danza), Dee Eldred (vestuarios) y Melinda Gebbie (efectos de la serpiente).
La particularidad de esta obra es su concepción: el cómic aparece como única forma de acceder a la actuación, ya que ninguna grabación de ella se encuentra a la venta. Sólo esta interpretación artística por Eddie Campbell, publicada conjuntamente en España por Recerca Editorial y Aleta Ediciones en marzo de 2005.